# Anordnung über Mitteilungen in Zivilsachen
Die Anordnung über Mitteilungen in Zivilsachen (MiZi) ist eine deutsche Verwaltungsvorschrift. Darin ist geregelt, in welchen Fällen und in welchem Ausmaß Zivilgerichte Informationen aus laufenden und abgeschlossenen Zivilverfahren an Dritte im weiteren Sinne, insbesondere an Behörden weitergeben dürfen. Die MiZi konkretisiert damit die gesetzlichen Mitteilungspflichten nach verschiedenen Gesetzen, z. B. dem Einführungsgesetz zum Gerichtsverfassungsgesetz, dem FamFG sowie der Insolvenzordnung.
Wird beispielsweise ein Insolvenzverfahren gegen ein Unternehmen eröffnet, so informiert das Insolvenzgericht die Staatsanwaltschaft über den Vorgang. Diese prüft dann aufgrund des Legalitätsprinzips, ob sie ein Ermittlungsverfahren wegen einer Straftat (z. B. Betrug oder Insolvenzverschleppung) gegen die Geschäftsführung oder die Gesellschafter einleitet.
Die MiZi ist nur eine intern verbindliche Anweisung. Sie bindet im Gegensatz zu den gesetzlichen Mitteilungspflichten nicht nach außen. Die MiZi bindet die Justizverwaltung, jedoch nicht die Gerichte.
Im Strafrecht besteht als Pendant die Anordnung über Mitteilungen in Strafsachen (MiStra).